# Takako Saito
Takako Saito (jap. 斉藤 陽子, Saitō Takako; * 1929 in Sabae, Präfektur Fukui, Japan) ist eine japanische Fluxuskünstlerin. Sie wurde international bekannt durch ihre Verkaufsstände im Kunstkontext, durch Fluxusmusiken und Musikobjekte. Saito trug zu Fluxus eine große Zahl an Konzepten und Kunstwerken bei. Viele werden bis heute in Fluxusausstellungen und im MOMA, Museum of Modern Art in New York gezeigt. Berühmt wurde sie durch Objektkästen mit dem Titel „Silent Music“ und Serien von Schachspielen wie „Spice Chess“, „Fluxchess“, „Liquor Chess“, die teils in George Maciunas Fluxshop in seinem Canal Street Loft, in New York und später über sein Fluxus Mail-Order Warehouse verkauft wurden.

## Leben
Saito studierte von 1947 bis 1950 Kinderpsychologie an der Japanischen Frauenuniversität und lehrte 1951 bis 1954 an der Junior High School in Sabae-shi. Sie nahm an der Sōzō biiku undō (Sōbi), der Bewegung für „Kreative Kunst-Bildung“ („Creative Art Education movement“) teil. 1952 gegründet von Teijirō Kubo, konzentrierte sich die Bewegung darauf, durch den freien Willen Kreativität zu entfalten.
Die Künstlerin lebte seit 1963 in New York, wo sie George Maciunas kennenlernte und sich mit Multiples an der 1962 gegründeten Fluxus-Bewegung beteiligte. Sie studierte von 1965 bis 1968 an der Brooklyn Museum Art School, dann besuchte sie die Art Students League, New York. Zwischen 1968 und 1979 reiste sie nach Frankreich, wo sie u. a. mit George Brecht und Robert Filliou arbeitete, und nach Deutschland und Italien. In England arbeitete Saito für die Beau Geste Press und publizierte Kunstbücher. 1979 bis 1983 lehrte sie an der Universität Essen. Freunde von Saito waren oder sind Fluxuskünstler wie Ay-O, George Brecht und Joe Jones.
Takako Saito lebt und arbeitet seit 1978 vorwiegend in Düsseldorf.

## Werk
Saito beteiligte sich an zahlreichen Fluxus-Aktivitäten und trat ab 1971 mit eigenen Performances an die Öffentlichkeit. Sie nutzt die Ding- und Materialwelt des Alltags, Naturstoffe wie Muscheln, Zwiebel-, Orangenschalen, Steine, Holz, Papier, Kunststoffe oder Schaumstoff. Materialien, die gewöhnlich weggeworfen werden, erweitern die Möglichkeiten, über Material, Form und Alltag, und über das Nötige und das Hinreichende nachzudenken. Mit Objekten, die spielerischen Charakter besitzen (Schachspiele, Spielobjekte) und immer neuen individuellen Spielvarianten jenseits fester Regeln, spricht Saito den Betrachter und Leser unmittelbar an, bezieht ihn als Akteur ein, und macht ihn selbst zum Künstler. Auch in Installationen und Büchern verfolgt die Künstlerin diese Idee. Beispielsweise werden als „Do It Yourself“ weiße Papierwürfel dem Publikum zum Spiel angeboten (Do It Yourself, 1989/90; Takako’s Do It Yourself Bookshop, 1992; Ausstellung: Do It Yourself In Fluxus, 2003).
Auch der „You and Me Shop“ Saitos birgt die Idee des Austauschs mit dem Zuschauer und einer gemeinsamen künstlerischen Arbeit: In einem Kaufladen bietet die Künstlerin eine arrangierte Anzahl jener kleinen Gegenstände bzw. Materialien an, die sie auch in ihren Objekten verwendet – getrocknete Zwiebelschalen, Kastanien, Holzstücke, Ausschnitte aus Papier. Die Interaktion mit dem Zuschauer beginnt mit der gemeinsamen Auswahl, Ablage und Fixierung der angebotenen Gegenstände. Eine gemeinsam signierte künstlerische Arbeit ist damit sowohl das Relikt einer temporären künstlerischen Aktion, das fertige Produkt im Sinne eines Warenaustauschs (von Kaufabsichtserklärung bis Warenübergabe), aber auch das Resultat interaktiver und kollektiver gestalterischer Arbeit. Durch die Integration in einen Verkaufsstand, in dem die Besucher, anders als im Galeriebetrieb, sofort wählen können und bei der Künstlerin bezahlen müssen, wird die formale Präsentation und die finanzielle Transaktion des üblichen Kunstkontextes durchbrochen und transformiert. Das Werk muss während der Ausstellung aktiv betreut werden, um komplett zu sein.
„Actually Here Is My Atelier“, eine Zeichnung aus dem Jahr 1996 zeigt sie ein Kopf-Profil. An Stelle des Gehirns wird eine Sprechblase gezeigt, die den genannten Werktitel nennt. Die künstlerische Arbeit ist im Kopf der Künstlerin angesiedelt, also ideeller Natur. Hier gründet die künstlerische Handlung, die stets im Austausch mit dem aktiv einbezogenen Publikum geschieht. Wie es Beuys und andere Künstler vertraten, verbindet sich mit der mit dem Publikum entstehenden künstlerischen Arbeit die Vorstellung von der Aufhebung entfremdeter Zustände in der Gesellschaft. So fragt Saito danach, wie sich der Mensch von diesen Zuständen befreien kann. Sie bietet mit ihrer Hinwendung zu den einfachen Dingen, der Interaktion in einfachen Handlungen, Gesten und den kleinen Veränderungen der Dingwelt an, einen individuellen Weg der Erfahrung zu beschreiten: do it yourself.

## Ausstellungen
Einzelausstellungen:
- 1972 Galerie La fenêtre, Nizza
- 1980 „Fluxus Tour“, Musée St. George, Lüttich
- 1982 „1962 Wiesbaden FLUXUS 1982“ im Museum Wiesbaden
- 1982 Galerie Maier-Hahn, Düsseldorf
- 1986 Galerie Hundertmark, Köln
- 1994 „Paper art 5“ im Leopold-Hoesch-Museum, Düren
- 1991 Dimanch Hall, Fukui, Japan
- 2000 You and Me shop, Kunstmesse Düsseldorf
- 2002 Kaunas picture Gallery, Kaunas
- 2004 Kunsthalle Bremen
- 2006 Museo d’Arte Contemporanea di Villa Croce, Genova
- 2012 Seewerk Moers
- 2016 Staatliches Museum Schwerin
- 2017 Museum für Gegenwartskunst, Siegen
- 2019 CAPC Musée d’art Contemporain, Bordeaux

Ausstellungsbeteiligungen:
- 1965 „Box Show“, New York
- 1970 „Happening & Fluxus“, Kölnischer Kunstverein
- 1980 „Fluxus Tour“, Musée St. George, Lüttich u. a.
- 1982 „1962 Wiesbaden FLUXUS 1982“, Museum Wiesbaden
- 1992 „Fluxus Virus“, Galerie Schüppenhauer, Köln
- 1994 „Paper art 5.“, Leopold-Hoesch-Museum, Düren
- 2001 537 Broadway comes to Venice, The Emily Harvey Foundation, New York
- 2005 Faites vos jeux! Kunst und Spiel seit Dada, Kunstmuseum Liechtenstein, Vaduz; Akademie der Künste, Berlin; Museum für Gegenwartskunst, Siegen
- 2006 WONDERLAND - Fluxus & the Game, Liedts-Meesen Foundation Zebrastraat, Genk
- 2008 Dissonances, Fondatione Mudima, Milano; Toyota Municipal Museum, Toyota
- 2010 Experimental women in Flux, MoMA Museum of Modern Art, New York
- 2017 Fluxus and Friends. Stiftung und Sammlung Maria und Walter Schnepel; Ludwig Múzeum, Budapest
- 2018 Fluxus, Ausstellungshaus Spoerri, Hadersdorf am Kamp
- 2020 Viva Gino! A Lifetime of Art. Les Abbatoirs, Musée FRAC Occitanie, Toulouse

## Auszeichnungen
- 2000 Kunstpreis der Künstler, Düsseldorf

## Veröffentlichungen
- Takako Saito: Book chess no. 1. Buchgalerie Mergemeier, 1984. 96 Miniaturbücher auf Englisch (jedes 40 × 40 mm). Herausgegeben in Holzbox. 48 Bände auf schwarzem Papier Weiß gedruckt; 48 Bände auf weißem Papier Schwarz gedruckt.
- Takako Saito: Spontaneous music. 2018 Doppel-LP, Edition Telemark